# یوغرطه حمرون
یوغرطه حمرون (عربی: يوغرطة حمرون؛ زادهٔ ۲۷ ژانویهٔ ۱۹۸۹) بازیکن فوتبال اهل الجزایر است که در پست هافبک بازی می‌کند.
از باشگاه‌هایی که در آن بازی کرده‌است می‌توان به گنگام، استوا بخارست، کاردمیر قره‌بوک‌اسپور و السد اشاره کرد.